# Gordon McNaught
Gordon McNaught (* 20. März 1941 in Glasgow) ist ein ehemaliger schottischer Radrennfahrer und nationaler Meister im Radsport.

## Sportliche Laufbahn
McNaught war im Straßenradsport aktiv. 1961 gewann er die Meisterschaft im Straßenrennen Schottlands vor Ernie Scally. 1962 siegte er in der Tour de Clydeside und bis zum Ende seiner sportlichen Karriere in einer Reihe von Eintagesrennen und Einzelzeitfahren auf der britischen Insel. In der Tour of the North 1962 wurde er Dritter. 1963 startete er mit Schottlands Nationalmannschaft in der Internationalen Friedensfahrt und belegte den 55. Rang im Endklassement. In der Polen-Rundfahrt 1962 war er 37. geworden.